# بام سارة (همبرات)
بام سارة (بالفارسية: بام ساره) هي قرية تقع في إيران في قسم همبرات الريفي. يقدر عدد سكانها بـ 7 نسمة .